# Cinisello Balsamo
Cinisello Balsamo je italská obec v metropolitní město Milán v oblasti Lombardie.

## Sousední obce
Bresso, Cusano Milanino, Monza (MB), Muggiò (MB), Nova Milanese (MB), Paderno Dugnano, Sesto San Giovanni

## Vývoj počtu obyvatel
Počet obyvatel